# Liste der Stolpersteine in Serbien
Die Liste der Stolpersteine in Serbien listet  Stolpersteine auf dem Staatsgebiet der heutigen Republik Serbien (Република Србија) auf. Stolpersteine erinnern an das Schicksal der Menschen, die von den Nationalsozialisten ermordet, deportiert, vertrieben oder in den Suizid getrieben wurden. Die Stolpersteine wurden vom Kölner Künstler Gunter Demnig konzipiert und werden im Regelfall von ihm selbst verlegt. Meistens liegen die Stolpersteine vor dem letzten selbstgewählten Wohnort des Opfers. In serbischer Sprache heißen die Stolpersteine „kamen spoticanja“.

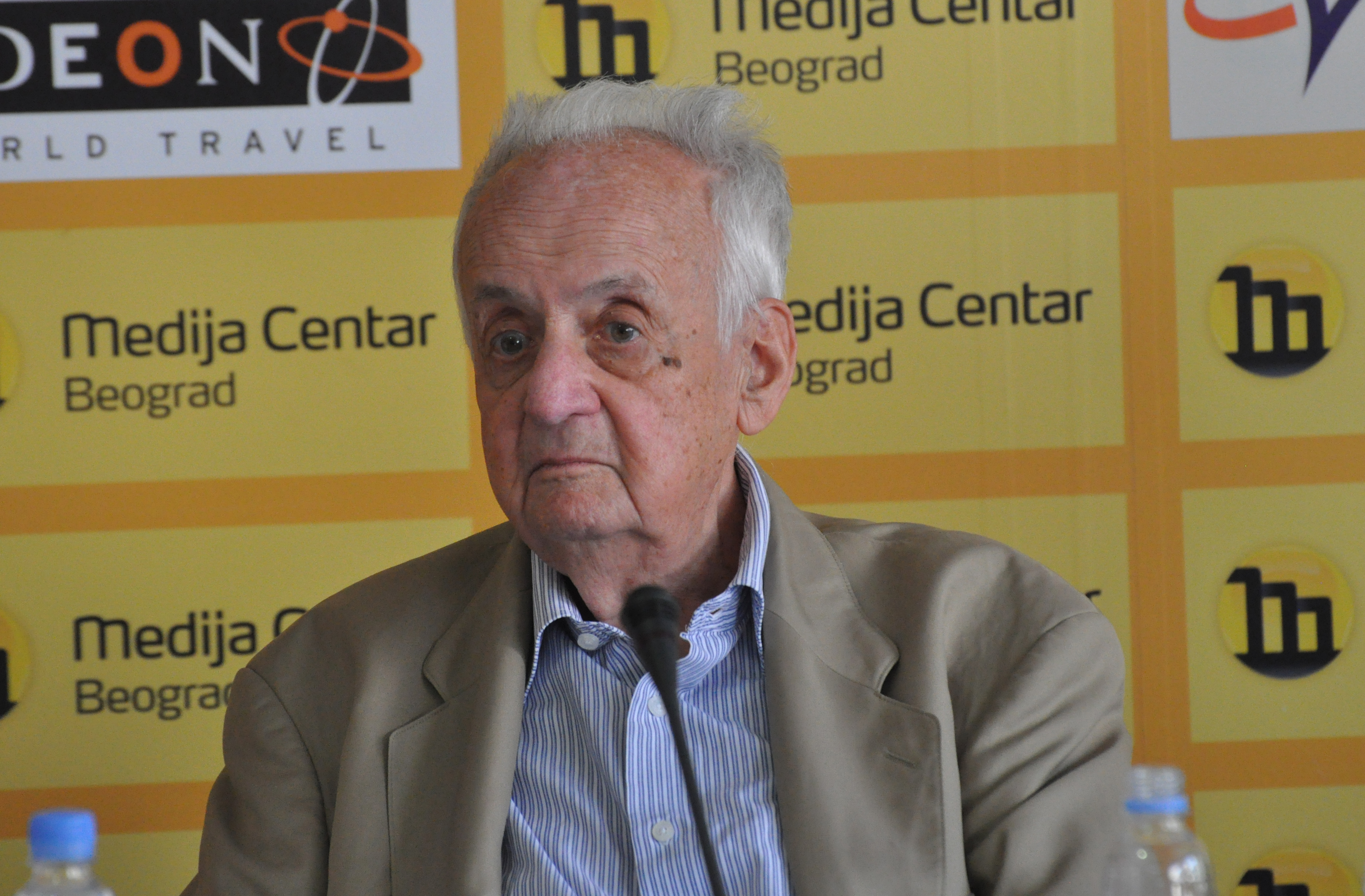
Ivan Ivanji

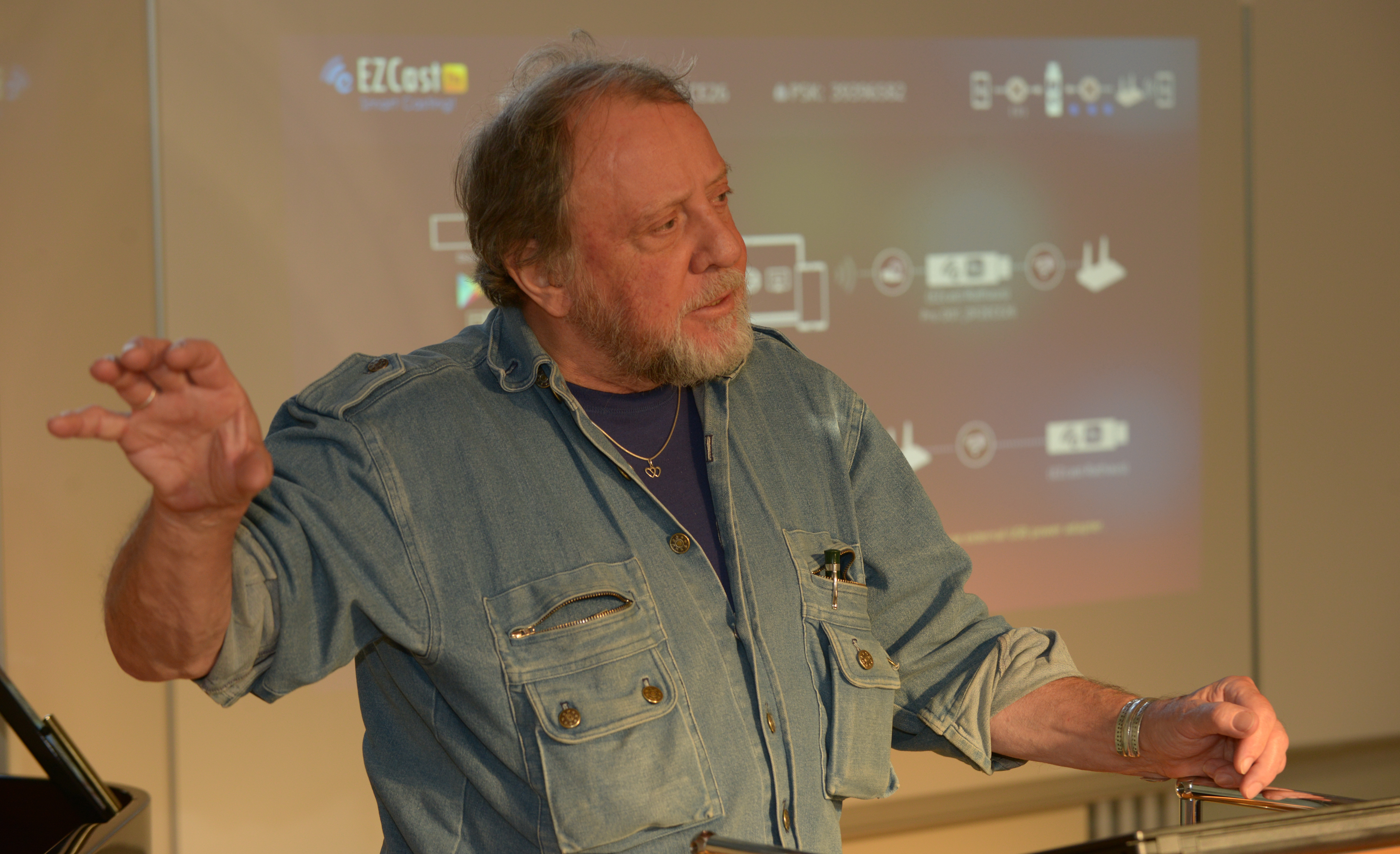
Gunter Demnig

Die ersten Verlegungen in Serbien erfolgten durch den Künstler persönlich am 18. August 2021 in Zrenjanin. Anwesend waren Überlebende des NS-Regimes, darunter Ivan Ivanji, Kommunist und Jude, der in der Untergangsphase des Nationalsozialismus im KZ Auschwitz, KZ Buchenwald und in Buchenwalder Außenlagern Zwangsarbeit leisten musste.

## Stolpersteine in der Vojvodina
Verlegt wurden 35 Stolpersteine in der Vojvodina.

### Novi Bečej
Nach Novi Bečej wurden 11 Stolpersteine an einer Adresse verlegt.
| Stolperstein | Übersetzung                                                                         | Verlegeort     | Name, Leben                          |
| ------------ | ----------------------------------------------------------------------------------- | -------------- | ------------------------------------ |
|              | HIER LEBTE ELA BERGENTAL ŠLEZINGER GEB. 1894 UMGEKOMMEN 4.12.1941 TOPOVSKE ŠUPE     | Maršala Tita 1 | Ela Bergental Šlezinger (1894–1941)  |
|              | HIER LEBTE FANI BERGENTAL ŠLEZINGER GEB. 1891 UMGEKOMMEN 4.12.1941 TOPOVSKE ŠUPE    | Maršala Tita 1 | Fani Bergental Šlezinger (1891–1941) |
|              | HIER LEBTE ANA ŠLEZINGER GEB. 1922 UMGEKOMMEN 4.12.1941 STARO SAJMIŠTE              | Maršala Tita 1 | Ana Šlezinger (1922–1941)            |
|              | HIER LEBTE ANDRAŠ ŠLEZINGER GEB. 1924 ERMORDET TOPOVSKE ŠUPE                        | Maršala Tita 1 | Andraš Šlezinger (1924–?)            |
|              | HIER LEBTE ARTUR ŠLEZINGER GEB. 1890 UMGEKOMMEN 4.12.1941 TOPOVSKE ŠUPE             | Maršala Tita 1 | Artur Šlezinger (1924–1941)          |
|              | HIER LEBTE ĐERĐ ŠLEZINGER GEB. 1920 ERMORDET 31.7.1941 VELIKI BEČKEREK PETROVGRAD   | Maršala Tita 1 | Đerđ Šlezinger (1920–1941)           |
|              | HIER LEBTE ERVIN ŠLEZINGER GEB. 1927 UMGEKOMMEN 4.12.1941 TOPOVSKE ŠUPE             | Maršala Tita 1 | Ervin Šlezinger (1927–1941)          |
|              | HIER LEBTE ISIDOR ŠLEzINGER GEB. 1868 UMGEKOMMEN 1941 TOPOVSKE ŠUPE                 | Maršala Tita 1 | Isidor Šlezinger (1868–1941)         |
|              | HIER LEBTE IŠTVAN ŠLEZINGER GEB. 1920 ERMORDET 31.7.1941 VELIKI BEČKEREK PETROVGRAD | Maršala Tita 1 | Ištvan Šlezinger (1920–1941)         |
|              | HIER LEBTE JOŽEF ŠLEZINGER GEB. 1856 UMGEKOMMEN 1941 BELGRAD                        | Maršala Tita 1 | Jožef Šlezinger (1856–1941)          |
|              | HIER LEBTE JOŽEF ŠLESINGER GEB. 1882 UMGEKOMMEN 4.12.1941 TOPOVSKE ŠUPE             | Maršala Tita 1 | Jožef Šlezinger (1882–1941)          |

### Zrenjanin
In Zrenjanin wurden 24 Stolpersteine an fünf Adressen verlegt.
| Stolperstein | Übersetzung | Verlegeort                           | Name, Leben                            |
| ------------ | --- | ------------------------------------ | -------------------------------------- |
|              | HIER WOHNTE EDMUND ĐARFAŠ GEB. 1872 ERMORDET 18.4.1941 VELIKI BEČKEREK PETROVGRAD                                           | Kej 2. oktobra 17                    | Edmund Đarfaš (1872–1941)              |
|              | HIER WOHNTE FERENC ĐARFAŠ GEB. 1904 UMGEKOMMEN 31.7.1942 STARO SAJMIŠTE                                                     | Kej 2. oktobra 17                    | Ferenc Đarfaš (1904–1942)              |
|              | HIER WOHNTE JOVAN ĐARFAŠ GEB. 1905 ERMORDET 1941 BELGRAD                                                                    | Kej 2. oktobra 17                    | Jovan Đarfaš (1905–1941)               |
|              | HIER WOHNTE PETAR ĐARFAŠ GEB. 1936 UMGEKOMMEN 31.3.1942 BELGRAD                                                             | Kej 2. oktobra 17                    | Petar Đarfaš (1936–1942)               |
|              | HIER WOHNTE ANTON EKŠTAJN GEB. 1890 VERHAFTET 3.7.1941 UMGEKOMMEN TOPOVSKE ŠUPE                                             | Kralja Aleksandra I Karađorđevića 39 | Anton Ekštajn                          |
|              | HIER WOHNTE FRANJA EKŠTAJN GEB. 1894 VERHAFTET 3.7.1941 UMGEKOMMEN TOPOVSKE ŠUPE                                            | Kralja Aleksandra I Karađorđevića 39 | Franja Ekštajn                         |
|              | HIER WOHNTE GIZELA POLAK EKŠTAJN GEB. 1875 UMGEKOMMEN 1942 BELGRAD                                                          | Kralja Aleksandra I Karađorđevića 39 | Gizela Polak Ekštajn                   |
|              | HIER WOHNTE JELISAVETA FIŠER EKŠTAJN GEB. 1897 VERHAFTET 3.7.1941 UMGEKOMMEN BELGRAD                                        | Kralja Aleksandra I Karađorđevića 39 | Jelisaveta Fišer Ekštajn               |
|              | HIER WOHNTE JOVAN EKŠTAJN GEB. 1865 VERHAFTET 3.7.1941 UMGEKOMMEN TOPOVSKE ŠUPE                                             | Kralja Aleksandra I Karađorđevića 39 | Jovan Ekštajn                          |
|              | HIER WOHNTE PETAR EKŠTAJN GEB. 1920 VERHAFTET 3.7.1941 UMGEKOMMEN TOPOVSKE ŠUPE                                             | Kralja Aleksandra I Karađorđevića 39 | Petar Ekštajn                          |
|              | HIER WOHNTE VIKTOR ELEK GEB. 1873 DIREKTOR DER ZUCKERFABRIK GEDEMÜTIGT GEHENKT 24.4.1941 BAGLJAŠ VELIKI BEČKEREK PETROVGRAD | Petra Drapšina 15                    | Viktor Elek (1873–1941)                |
|              | HIER WOHNTE ILONA FLAJŠMAN ĐARFAŠ GEB. 1884 UMGEKOMMEN 1942 STARO SAJMIŠTE                                                  | Kej 2. oktobra 17                    | Ilona Flajšman Đarfaš (1884–1942)      |
|              | HIER WOHNTE ELA GOLDSTAJN ELEK GEB. 1888 UMGEKOMMEN 1942 STARO SAJMIŠTE                                                     | Petra Drapšina 15                    | Ela Goldstajn Elek (1888–1942)         |
|              | HIER WOHNTE ANA TEREZIJA GUTMAN ĐARFAŠ GEB. 1913 UMGEKOMMEN 31.3.1942 BELGRAD                                               | Kej 2. oktobra 17                    | Ana Terezija Gutman Đarfaš (1913–1942) |
|              | HIER WOHNTE FELICIJA IVANJI GEB. 1876 FLUCHT IN DEN TOD 14.4.1941 VELIKI BEČKEREK PETROVGRAD                                | Kralja Aleksandra I Karađorđevića 47 | Felicija Ivanji                        |
|              | HIER WOHNTE FRANJA IVANJI GEB. 1899 UMGEKOMMEN 1941 TOPOVSKE ŠUPE                                                           | Kralja Aleksandra I Karađorđevića 47 | Franja Ivanji                          |
|              | HIER WOHNTE IDA IVANJI GEB. 1901 UMGEKOMMEN 1941 BELGRAD                                                                    | Kralja Aleksandra I Karađorđevića 47 | Ida Ivanji                             |
|              | HIER WOHNTE ILDI IVANJI GEB. 1933 VERHAFTET 1944 DEPORTIERT THERESIENSTADT BERGEN-BELSEN BEFREIT                            | Kralja Aleksandra I Karađorđevića 47 | Ildi Ivanji                            |
|              | HIER WOHNTE IVAN IVANJI GEB. 1929 VERHAFTET 1944 DEPORTIERT AUSCHWITZ BUCHENWALD BEFREIT                                    | Kralja Aleksandra I Karađorđevića 47 | Ivan Ivanji (Иван Ивањи, geboren 1929) |
|              | HIER WOHNTE MORIC IVANJI GEB. 1867 FLUCHT IN DEN TOD 14.4.1941 VELIKI BEČKEREK PETROVGRAD                                   | Kralja Aleksandra I Karađorđevića 47 | Moric Ivanji                           |
|              | HIER WOHNTE ALEKSANDAR KINSTLER GEB. 1925 VERHAFTET 3.7.1941 UMGEKOMMEN TOPOVSKE ŠUPE                                       | Svetosavskoj 31                      | Aleksandar Kinstler (1925–1941/45)     |
|              | HIER WOHNTE LUJ KINSTLER GEB. 1896 VERHAFTET 3.7.1941 UMGEKOMMEN TOPOVSKE ŠUPE                                              | Svetosavskoj 31                      | Luj Kinstler (1896–1941/45)            |
|              | HIER WOHNTE VERA KINSTLER GEB. 1927 VERHAFTET 3.7.1941 UMGEKOMMEN BELGRAD                                                   | Svetosavskoj 31                      | Vera Kinstler (1927–1941/45)           |
|              | HIER WOHNTE FANI SAKAL KINSTLER GEB. 1897 VERHAFTET 3.7.1941 UMGEKOMMEN BELGRAD                                             | Svetosavskoj 31                      | Fani Sakal Kinstler (1897–1941/45)     |

## Stolpersteine in Zentralserbien

### Belgrad
In Belgrad wurden zehn Stolpersteine an fünf Adressen verlegt.
| Stolperstein | Übersetzung | Verlegeort                       | Name, Leben                  |
| ------------ | --- | -------------------------------- | ---------------------------- |
|              | ER LEBTE HIER MATVEJ AIZINBERG GEB. 1889 VERSTECKT 1941 ROPOČEVO KOSMAJ VERHAFTET ERMORDET 1942 STARO SAJMIŠTE                            | Belgrad, Gundulićev venac 53     | Matvej Ajzinberg (1889–1942) |
|              | ER LEBTE HIER ALEKSANDAR BRIL GEB. 1909 INTERNIERT 1941 ZWANGSARBEIT TOPOVSKE ŠUPE ERMORDET 1941                                          | Belgrad, Solunska 8              | Aleksandar Bril (1909–1941)  |
|              | SIE LEBTE HIER EVGENIJA BRIL GEB. 1911 INTERNIERT 1941 STARO SAJMIŠTE ERMORDET                                                            | Belgrad, Uliza Andre Nikolića 2  | Evgenija Bril (1882–1942/45) |
|              | ER LEBTE HIER DR. SIMON BRIL GEB. 1911 INTERNIERT 1941 LAGER NIŠ ERMORDET 1942                                                            | Belgrad, Uliza Andre Nikolića 29 | Simon Bril (1911–1942)       |
|              | SIE LEBTE HIER AVGUSTA DAJČ GEB. 1889 INTERNIERT 1942 STARO SAJMIŠTE ERMORDET 1942                                                        | Belgrad, Kosmajska 9             | Avgusta Dajč (1889–1942)     |
|              | ER LEBTE HIER EMIL DAJČ GEB. 1883 INTERNIERT 1942 STARO SAJMIŠTE ERMORDET 1942                                                            | Belgrad, Kosmajska 9             | Emil Dajč (1883–1942)        |
|              | ER LEBTE HIER HANS DAJČ GEB. 1924 INTERNIERT 1942 STARO SAJMIŠTE ERMORDET 1942                                                            | Belgrad, Kosmajska 9             | Hans Dajč (1924–1942)        |
|              | SIE LEBTE HIER HILDA DAJČ GEB. 1922 SIE HAT SICH FREIWILLIG GEMELDET ZU HELFEN IM JÜDISCHEN KRANKENHAUS STARO SAJMIŠTE 1941 ERMORDET 1942 | Belgrad, Kosmajska 9             | Hilda Dajč (1922–1942)       |
|              | SIE LEBTE HIER ELSA KON GEB. 1881 VERHAFTET 1941 ERSCHOSSEN 1941 JABUKA                                                                   | Belgrad, Dobračina 30            | Elsa Kon (1881–1941)         |
|              | ER LEBTE HIER GEZA KON GEB. 1873 VERHAFTET 1941 ERMORDET 1941 WIEN                                                                        | Belgrad, Dobračina 30            | Geza Kon (1873–1941)         |

## Verlegungen
- 18. August 2021 in Zrenjanin durch den Künstler Gunter Demnig persönlich.[2]
- 5. Juli 2022 in Belgrad[3][4]